# Dorotea Kommunlista
Dorotea Kommunlista (DKL) är ett lokalt politiskt parti i Dorotea kommun. 

## Historik
Partiet bildades 1994 av den då före detta kommunistiske riksdagsledamoten John Andersson. Sedan 1994 är Dorotea Kommunlista representerat i Dorotea kommunfullmäktige, efter att det då socialdemokratiska kommunalrådet drabbats av flera skandaler. Vid valet 1998 erhöll partiet 938 röster 43,20 %, vilket gjorde partiet till största partiet i kommunen. Vid valet 2014 blev Dorotea Kommunlista åter igen största parti i kommunfullmäktige, som under 2014 beslutade minska antalet mandat till 25, varav partiet besitter 10.
Dorotea Kommunlista var efter kommunalvalet 2014 procentuellt sett Sveriges största renodlade kommunparti.  I valet 2018 tappade Dorotea kommunlista från 38,97% till 18,50%.  
Partiet beslutade att inte ställa upp i valet 2022.

## Valresultat
| År   | Röster | %     | Mandat   |
| ---- | ------ | ----- | -------- |
| 1994 | 705    | 29,46 | 9 av 31  |
| 1998 | 938    | 43,20 | 14 av 31 |
| 2002 | 699    | 35,90 | 11 av 31 |
| 2006 | 584    | 31,18 | 10 av 31 |
| 2010 | 417    | 22,60 | 7 av 31  |
| 2014 | 724    | 38,97 | 10 av 25 |
| 2018 | 306    | 18,50 | 5 av 25  |
| 2022 | 0      | 0     | 0 av 25  |